# 米奇林
米奇林，本名林欣彥（1989年5月19日—），台灣音樂製作人、作曲者、編曲人、評審、鼓手，也擔任評審、講師並獲得關注。
自2006年進入唱片圈，以走出國際為堅定的理念拓展著音樂版圖，R&B與Funk類的曲風為個人代表，為《大嘴巴》、《蔡依林》、《頑童MJ116》、《徐佳瑩》、《玖壹壹》、《S.H.E-ELLA》等藝人指定合作製作人。
2017年與金曲製作人剃刀蔣和金曲最佳新人ØZI共創國際R&B音樂廠牌《新樂園 Forbidden Paradise》。 並與國際音樂公司《Transparent Arts》與日本音樂大廠《Creativeman》進行合作，將華語音樂深入於國際市場。
2018年憑ØZI的專輯《ØZI: The Album》中的單曲〈B.O〉入圍該屆金曲獎「最佳單曲製作人」獎項，而後並以《孫盛希-出沒地帶》與剃刀蔣、孫盛希共同入圍第32屆金曲獎「最佳專輯製作人獎」，以及中華音樂人交流協會2020年度十大專輯獎項，該張專輯於第32屆金曲獎獲得「最佳演唱錄音專輯」獎項，此外亦入圍第12屆金音創作獎「最佳節奏藍調專輯獎」、「最佳另類流行歌曲獎」兩項獎項。
2020年與剃刀蔣共同創辦了《孩子氣娛樂》製作公司，將音樂產業轉型至娛樂製作，並跨足節目製播、活動展演、行銷企劃、藝人經紀等領域，亦擔任金曲獎30及31屆的評審委員，為現今主流華語音樂市場廣為人知的一位音樂製作人。

## 音樂製作
| 年份   | 藝人                            | 專輯內容                             | 合作內容                    | 備註                                       |
| 2025年 | 林宥嘉                          | Time feat.黄奇斌                     | 製作人／編曲                | 收錄《Apples of Thy Eye》專輯之中          |
| 2024年 | J.Sheon                         | 慣老闆 feat. E.SO                    | 製作人／編曲                |                                            |
| 2024年 | Tablo、J.Sheon                  | 1000YEARS(千年）                     | 配唱製作人                  | J.Sheon’s part                             |
| 2023年 | ICE楊長青、J.Sheon              | 某某                                 | 配唱製作人                  | J.Sheon’s part                             |
| 2023年 | 同理                            | Beautiful Night feat.王淨            | 製作人／編曲                |                                            |
| 2023年 | 郭書瑤                          | 膚淺                                 | 製作人                      |                                            |
| 2022年 | J.Sheon                         | 同個世界                             | 作曲                        | bilibili & Disney《正義的算法》片尾曲      |
| 2022年 | J.Sheon                         | 不良示範                             | 製作人／作曲／編曲          |                                            |
| 2022年 | 9m88                            | 腦內派對feat.坤達                    | 製作人／作曲／編曲          |                                            |
| 2022年 | 葛西瓦                          | 跟你媽媽說feat. 玖壹壹 KEN-G         | 作曲／編曲                  | 收錄《我這裡有一批很純的你要不要》專輯之中 |
| 2022年 | 葛西瓦                          | 夢                                   | 作曲                        | 收錄《我這裡有一批很純的你要不要》專輯之中 |
| 2022年 | 葛西瓦                          | 出海口                               | 作曲                        | 收錄《我這裡有一批很純的你要不要》專輯之中 |
| 2022年 | 葛西瓦                          | 一歲半的兄弟                         | 編曲／作曲                  | 收錄《我這裡有一批很純的你要不要》專輯之中 |
| 2022年 | 葛西瓦                          | Secalivatan過站不停                  | 編曲／作曲                  | 收錄《我這裡有一批很純的你要不要》專輯之中 |
| 2022年 | MIUSA                           | MIUSA 同名專輯                       | 全專輯製作人                | 收錄《PRINCE》專輯之中                     |
| 2022年 | 阿夫                            | 《跟你對話》                         | 編曲                        |                                            |
| 2022年 | All in 5                        | 《PRINCE》                           | 製作人                      |                                            |
| 2021年 | 黃瑋昕                          | I Don’t Want You Lately              | 製作人                      | 收錄《LOVE MAZE》專輯之中                  |
| 2021年 | PANTHEPACK                      | The Pack                             | 配唱製作人                  | J.Sheon’s Part                             |
| 2021年 | 孫盛希                          | 小心翻閱                             | 作曲                        | 公視旗艦影集《天橋上的魔術師》主題曲       |
| 2021年 | 盧廣仲                          | 狂迪                                 | 編曲                        | 收錄《勵志論》專輯之中                     |
| 2021年 | 盧廣仲                          | 冒煙的燈泡                           | 編曲／錄音鼓手              | 收錄《勵志論》專輯之中                     |
| 2021年 | 許光漢                          | 想去哪                               | 製作人／作曲                | 收錄《許光漢》同名專輯之中                 |
| 2021年 | 許光漢                          | 你殘忍可愛的傲慢feat.王若琳          | 製作人                      | 收錄《許光漢》同名專輯之中                 |
| 2021年 | 草屯囝仔                        | 越愛越殘忍                           | 配唱製作人／編曲協力        |                                            |
| 2020年 | 葛西瓦                          | 好好走feat.Matzka                    | 製作人                      |                                            |
| 2020年 | 楊丞琳                          | LIKE A STAR                          | 全專輯A&R／製作人           |                                            |
| 2020年 | 玖壹壹                          | 來個蹦蹦feat.Ella陳嘉樺              | 配唱製作人／編曲協力        | 收錄《LOCAL》專輯之中                      |
| 2020年 | 9m88                            | Hello Bye Bye                        | 製作人／編曲                |                                            |
| 2020年 | 玖壹壹                          | 大家樂                               | 製作人                      | 收錄《LOCAL》專輯之中                      |
| 2020年 | 異鄉人                          | 異鄉情願                             | 製作人                      |                                            |
| 2020年 | 閻奕格                          | Fool in love                         | 製作／編曲                  | 收錄《Let Everything Happen》專輯之中      |
| 2020年 | 李友廷                          | 都好                                 | 製作／編曲                  | 收錄《如果你也愛我就好了》專輯之中         |
| 2019年 | J.Sheon                         | 畫面太美不敢直視                     | 製作人／作曲                | 收錄《巷子內》專輯之中                     |
| 2019年 | 陳珊妮                          | 恐怖谷                               | 編曲                        | 收錄《Juvenile A》專輯之中                 |
| 2019年 | ØZI                             | VOGUEWHO’S NEXT                      | 製作人／編曲                |                                            |
| 2019年 | ØZI                             | If Only…                             |                             |                                            |
| 2019年 | 熱狗MC HotDog                   | 失眠是一種病feat.J.Sheon             | 編曲                        | 收錄《廢物》專輯之中                       |
| 2019年 | 葛西瓦                          | 到了沒 feat.B.C.W                    | 製作人／作曲                | 收錄《啥款》專輯之中                       |
| 2019年 | 小春                            | 香火feat.李英宏                      |                             |                                            |
| 2019年 | 家家                            | House Party                          |                             |                                            |
| 2019年 | 陳綺貞                          | 跳舞吧                               | 編曲                        | 收錄《沙發海》專輯之中                     |
| 2018年 | Leo王                           | 嘿 Morrison feat.李英宏              | 製作人／編曲                | 收錄《無病呻吟有情抒情》專輯之中           |
| 2018年 | Leo王                           | 拖油瓶                               | 製作人／編曲                | 收錄《無病呻吟有情抒情》專輯之中           |
| 2018年 | Leo王                           | 快樂的甘蔗人                         | 製作人／編曲                | 收錄《無病呻吟有情抒情》專輯之中           |
| 2018年 | 孫盛希                          | 曖 feat.ØZI                          | 作曲／編曲                  | 收錄《希遊記》專輯之中                     |
| 2018年 | 呂士軒.ØZI.吳卓源.熊仔.BCW.大支 | 走到飛                               | 製作                        |                                            |
| 2018年 | 呂士軒                          | 正在塞feat.吳建豪                    | 編曲                        | 收錄《誤入奇途》專輯之中                   |
| 2018年 | 呂士軒                          | 狐群狗黨feat.J.Sheon、剃刀蔣、謝乾乾 | 製作協力／Co-Producer／編曲 | 收錄《誤入奇途》專輯之中                   |
| 2018年 | 艾怡良                          | 十四號登機門                         | 編曲                        | 收錄《垂直活著，水平留戀著》專輯之中       |
| 2018年 | 頑童MJ116                       | 騙吃騙吃                             | 編曲                        | 收錄《董DON》專輯之中                      |
| 2018年 | ØZI                             | B.O                                  | 製作人                      | 收錄《ØZI: The Album》專輯之中             |
| 2018年 | 李優                            | 迷惘美                               | 編曲                        |                                            |
| 2018年 | 異鄉人                          | SWAG午覺feat. 9m88                   | 製作人／編曲                |                                            |
| 2018年 | J.Sheon、魏如萱                 | friDay 超展開                        | 作曲／編曲                  |                                            |
| 2017年 | J.Sheon                         | 壞蛋特調                             | 製作人／作曲／編曲          |                                            |
| 2017年 | J.Sheon                         | 平行宇宙                             | 編曲                        | 收錄J.Sheon同名專輯《街巷》之中            |
| 2017年 | J.Sheon                         | 呼吸                                 | 編曲                        | 收錄J.Sheon同名專輯《街巷》之中            |
| 2017年 | 葛仲珊                          | 就改天                               | 製作／作曲                  | 收錄《皇后區的皇后》專輯之中               |
| 2017年 | 蔡依林                          | 幸福路上                             | 作曲                        | 電影幸福路上主題曲                         |
| 2017年 | 徐佳瑩                          | 現在不跳舞要幹嘛                     | 編曲                        | 收錄《心理學》專輯之中                     |
| 2015年 | 王心凌                          | 《少女的祈禱》                       | 編曲／敢要敢不要            |                                            |
| 2015年 | BOXING                          | 《BOXING》                           | 專輯A&R／專輯製作人         |                                            |
| 2015年 | 大嘴巴                          | Funky那個女孩feat.藍心湄             | 製作／作曲／編曲            | 收錄有事嗎？專輯之中。                     |
| 2015年 | 張惠妹                          | 不睡                                 | 編曲                        | 收錄AMIT2專輯之中。                        |
| 2015年 | 張惠妹                          | 難搞                                 | 作曲                        | 收錄AMIT2專輯之中。                        |
| 2014年 | 張惠妹                          | 自虐                                 | 錄音鼓手                    | 收錄偏執面專輯之中。                       |
| 2014年 | 張惠妹                          | 這樣你還要愛我嗎                     | 錄音鼓手                    | 收錄偏執面專輯之中。                       |